# 마쓰시로정
마쓰시로정(일본어: 松代町)은 일본 나가노현 하니시나군에 있던 정이다. 현재의 나가노시에 해당한다.

## 역사
- 16세기 - 마쓰시로 성의 성시로 마쓰시로로서 16세기 말에 건설되어 에도 시대에는 사나다 씨가 다스리는 마쓰시로 번으로, 나가노 분지의 중심적인 도시였다[1].
- 1889년 4월 1일 - 정촌제 시행에 의해 마쓰시로정이 단독으로 자치체를 형성하였다.
- 1951년 4월 3일 - 기요노촌, 히가시조촌과 합병해, 새로운 마쓰시로정이 성립하였다.
- 1951년 10월 1일 - 시노노이정의 일부를 편입하였다.
- 1955년 4월 1일 - 도요사카촌, 데라오촌, 사라시나군 니시데라오촌과 합병해, 새로운 마쓰시로정이 성립하였다.
- 1956년 9월 30일 - 니시조촌을 편입하였다.
- 1965년 8월 30일 - 마쓰시로 군발지진이 M5.0 전후, 진도 5가 이날로부터 약 5년반에 발생하였다.
- 1966년 10월 16일 - 구 나가노시,  시노노이시, 가와나카지마정, 고호쿠촌, 신코촌, 와카호정, 나니아이촌과 합병해 새로운 나가노시가 성립하여, 동일 마쓰시로정은 폐지되었다.

## 교통
호쿠리쿠 신칸센, 신에쓰 본선, 시나노 철도의 나가노역의 나가노현도 제35호선 나가노 사나다선, 남쪽에, 약 4km, 조신에쓰 자동차도 나가노 나들목이 현도 제35호선 나가노 사나다선에서 남쪽에 약 1km이다.
나가노 철도(2012년 폐지)
야시로선

## 같이 보기
- 마쓰시로번